# Kongelundsfortet
Kongelundsfortet er et militæranlæg på Amager. Indtil 1996 var Kongelundsfortet militært område.

## Nike Ajax/Hercules batteri Kongelunden
Der var tidligere opstillet NIKE-raketter ved Kanalvej/Hejresøen (Natosøen) på Vestamager.. Raketbatteriet stod ved Natosøen 1960-1981. Selve ildledelsen var fra Kongelundsfortet.
Kongelundsfortet hed tidligere Kongelunds Batteri. Det blev opført som kystbatteri i tiden 1914-1916. Dets funktion var at beskytte de minefelter, der i en krigssituation skulle udlægges i Køge bugt for at forhindre fjendtlige flådestyrker i at operere i dette farvand.

I 1959 blev Kongelundsfortet lavet om til radarstation for NIKE-missilerne. NIKE-og HAWKbatterierne var opstillet tæt på Kongelundsfortet.
1982 blev Kongelundsfortet nedlagt og overdraget til Dragør Kommune i 1996.
Mandskabsbygningerne benyttedes i en periode af Dansk Røde Kors som asylcenter (Center Kongelunden).
- Den oprindelige strubekaponiere
- Nyere strubebygning bygget parallelt med den gamle
- Den oprindelige kassematbygning indvendig
- Radarplatform

| I vest lå Vestvolden | I nord lå Garderhøj Fort, Lyngbyfortet og Fortunfortet   | I nordøst lå Taarbæk Fort, Hvidøre og Charlottenlund FortI øst lå Middelgrundsfortet, Trekroner og FlakfortetI sydøst på Amager lå Prøvestenen, Kastrup Fort, Dragør Fort og Kongelundsfortet |
| I vest lå Vestvolden | Bygherre: J.B.S. Estrup (grønt for land - blåt for vand) | I nordøst lå Taarbæk Fort, Hvidøre og Charlottenlund FortI øst lå Middelgrundsfortet, Trekroner og FlakfortetI sydøst på Amager lå Prøvestenen, Kastrup Fort, Dragør Fort og Kongelundsfortet |
| I vest lå Vestvolden | I syd lå Mosede Fort                                     | I nordøst lå Taarbæk Fort, Hvidøre og Charlottenlund FortI øst lå Middelgrundsfortet, Trekroner og FlakfortetI sydøst på Amager lå Prøvestenen, Kastrup Fort, Dragør Fort og Kongelundsfortet |